# 位溫
位温是指流體從氣壓為 {\displaystyle P}、溫度為 {\displaystyle T}（單位 K）的位置絕熱抬升或下降至參照氣壓值 {\displaystyle P_{0}} 的位置（通常為 1000 hPa）所具有的溫度，並以 {\displaystyle \theta } 表示之。就空氣而言，其位溫可從下列方程式求得：
{\displaystyle \theta =T\left({\frac {P_{0}}{P}}\right)^{\frac {R}{c_{p}}}}
{\displaystyle T}為氣塊的絕對溫度(K)、{\displaystyle R} 為氣體常數、{\displaystyle c_{p}} 等壓比熱容。{\displaystyle R/c_{p}=0.286} (乾空氣氣體常數R≈287.43JK-1kg-1；cp≈1005JK-1kg-1)